# Andrew Oliver
Pour les articles homonymes, voir Oliver.
Andrew Oliver (28 mars 1706 - 3 mars 1774) était un homme politique du Massachusetts, dans les treize colonies britanniques d'Amérique du Nord. Il était le fils de Daniel et d'Elizabeth Belcher Oliver. Il avait deux frères : Daniel (1704-1727) et Peter (1713-1791). Il était par ailleurs le neveu du gouverneur Jonathan Belcher.
Andrew Oliver fit ses études à Harvard et obtint son diplôme en 1726. C'est à Andrew Oliver que revint la charge d'appliquer le Stamp Act en 1765 dans la colonie du Massachusetts. Il fut contraint de démissionner sous la pression des colons de Boston après que son effigie fut pendue à un arbre de la liberté le 14 août 1765, et sa maison fut saccagée par les Fils de la Liberté.